# یاوران آشیانه

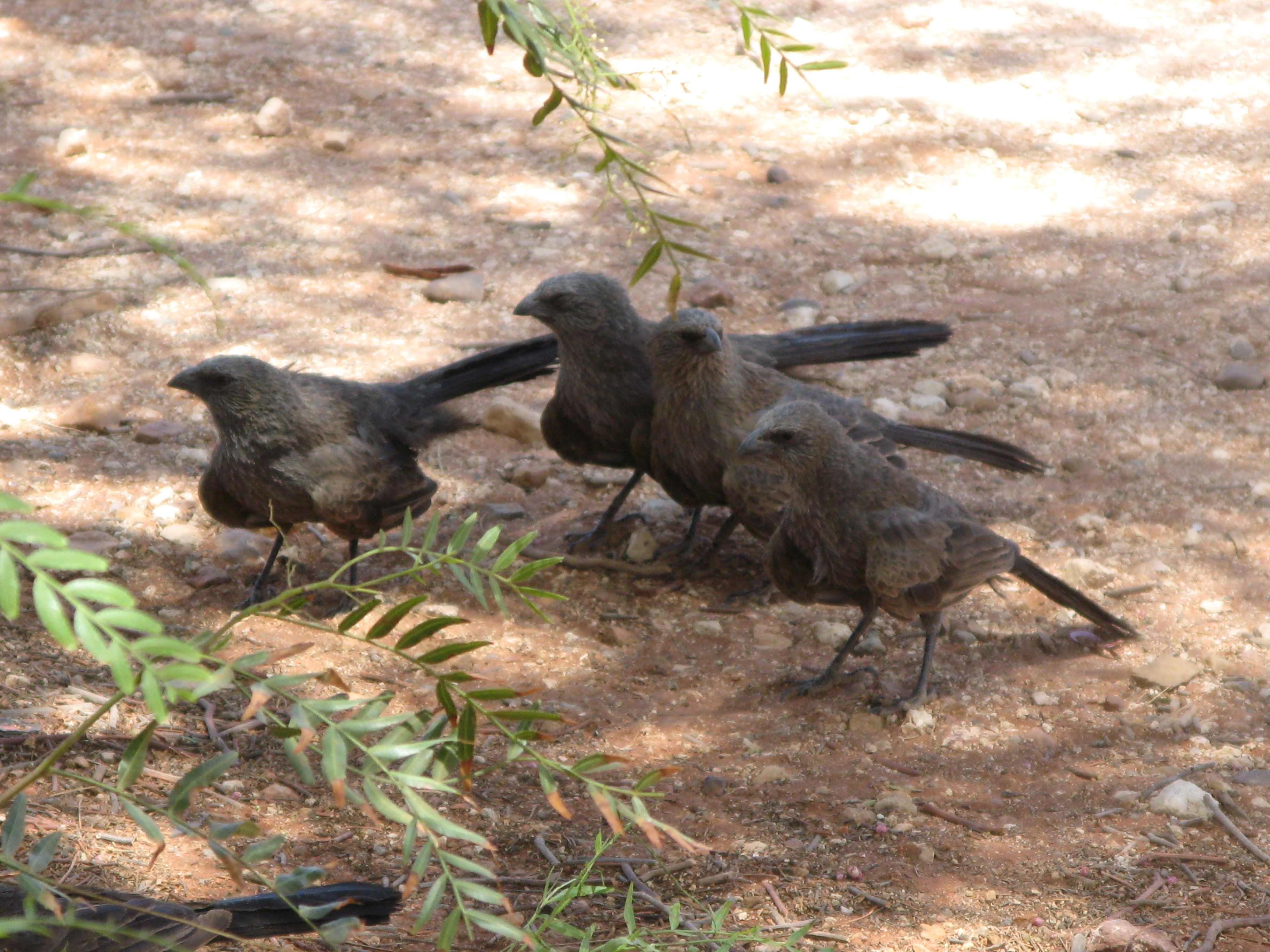
چهار مرغ حواری (Struthidea cinerea) از یک گروه زادآور همیار.

یاوران آشیانه (به انگلیسی: Helpers at the nest)، اصطلاحی است که در بوم‌شناسی رفتاری و زیست‌شناسی تکاملی برای توصیف ساختار اجتماعی استفاده می‌شود که در آن نوجوانان و بالغان رسیده از یک یا هر دو جنس در ارتباط با والدین خود می‌مانند و به جای پراکنده شدن و تولیدمثل خود، به آنها کمک می‌کنند و نوزادان یا بچه‌های بعدی را پرورش می‌دهند. این پدیده برای نخستین بار در پرندگان مورد مطالعه قرار گرفت، جایی که بیشتر رخ می‌دهد، اما در جانورانی از گروه‌های مختلف از جمله پستانداران و حشرات نیز شناخته شده‌است. این یک شکل ساده از زادآوری همیارانه است. اثرات کمک‌کنندگان معمولاً به یک سود خالص تبدیل می‌شود، با این حال، مزایا به‌طور یکنواخت توسط همه یاوران و در بین همه گونه‌هایی که این رفتار را نشان می‌دهند پخش نمی‌شود. چندین توضیح پیشنهادی برای این رفتار وجود دارد، اما تنوع آن و رخدادهای طبقه‌بندی گسترده منجر به نظریه‌های قابل پذیرش همزمان می‌شود.
اصطلاح «یاور» توسط الکساندر اسکوچ در سال ۱۹۳۵ ابداع شد و در سال ۱۹۶۱ با دقت بیشتری در زمینه پرندگان به عنوان "پرنده‌ای که در آشیانه‌سازی فردی غیر از جفت خود کمک می‌کند، یا غذا می‌دهد یا به گونه‌ای دیگر به پرنده‌ای، در هر سنی که نه جفتش باشد و نه فرزند وابسته به او باشد کمک می‌کند» " تعریف شد. این اصطلاح به عنوان انسان‌انگاری مورد انتقاد قرار گرفته‌است، اما همچنان مورد استفاده قرار می‌گیرد. سایر اصطلاحات مورد استفاده به ویژه در پستانداران، بسته به شرایط خاص، عبارتند از: نامادری (مراقبت از سوی غیر مادر)، دگروالدینی (alloparental) (مراقبت از سوی غیر از والدین)، مراقبت همیارانه (مراقبت توسط یاوران نازادآور) و مراقبت گروهی (مراقبت توسط ماده‌های زادآور).

## جستارهای بیشتر
- رفتارشناسی جانوران